# Otto articoli di Londra
Gli Otto articoli di Londra, conosciuti anche come Protocollo di Londra del 21 giugno 1814, rappresentano una convenzione tra Regno Unito, Prussia, Austria e Russia con la quale il territorio del Belgio e dei Paesi Bassi venivano attribuiti al principe Guglielmo di Orange-Nassau che divenne così “Principe Sovrano” del Regno Unito dei Paesi Bassi.

## Contesto
All'inizio del 1814 l'Impero di Napoleone era ormai arrivato alla fine della sua parabola storica. I Paesi Bassi, che erano stati annessi all'Impero con il decreto di Rambouillet il 9 luglio 1810, erano già stati liberati dalle forze d'occupazione francesi. Il governo della regione era tornato al figlio maggiore dell'ultimo Stadtholder della Repubblica delle Sette Province Unite che il 6 dicembre 1813 aveva assunto il titolo di Principe Sovrano.
Anche nei Paesi Bassi austriaci (l'attuale Belgio e Lussemburgo) – che erano stati conquistati dalla Francia nel 1794 e annessi all'impero nel 1810, la coalizione anti-napoleonica aveva completato la liberazione dalle forze francesi. Le principali famiglie di Bruxelles chiesero agli Alleati la restaurazione del vecchio governatorato generale austriaco ma gli Asburgo non mostrarono particolare interesse a mantenere il controllo di questa regione. Con un protocollo segreto allegato al trattato di Chaumont gli Alleati attribuirono dunque i Paesi Bassi del Sud al nuovo Stato olandese.
Il trattato di Parigi del 30 maggio 1814 formalizzò confermò questo accordo concedendo la zona del Belgio a sinistra del fiume Mosa al futuro Stato olandese. Le questioni tecniche di dettaglio vennero lasciate ad una successiva determinazione che prese il nome di Otto Articoli di Londra.

## Il Protocollo
La sostanza del Protocollo venne stabilita dal Principe Sovrano olandese con una lettera al suo Ministro degli Esteri, il barone Van Nagell. Van Nagell mise il testo della lettera sotto forma di nota diplomatica e la inviò – tramite l'ambasciatore britannico a L'Aia, il conte di Clancarty – al Ministro degli Esteri di Sua Maestà, il visconte Castlereagh.
Il principe Guglielmo di Orange-Nassau redasse la versione finale del Protocollo e, il 30 maggio 1814 lo sottopose alla valutazione del cancelliere austriaco Klemens von Metternich e dei primi ministri russo, Karl Nesserlrode, e prussiano Karl Hardenberg.
Il Protocollo venne firmato a Londra il 21 giugno 1814 con un'unica insignificante modifica: l'inversione dell'ordine degli articoli 7 e 8.
Di seguito il testo del Protocollo:
Article 2 There shall be no change in those articles of the Fundamental Law, which assure to all religious cults equal protection and privileges, and guarantee the admissibility of all citizens, whatever be their religious creed, to public offices and dignities.
Article 3 The Belgian provinces shall be in a fitting manner represented in the States General, whose sittings, in time of peace, shall be held by turns in a Dutch and a Belgian town.
Article 4 All the inhabitants of the Netherlands thus having equal constitutional rights, they shall have equal claim to all commercial and other rights of which their circumstances allow, without any hindrance or obstruction being imposed on any to the profit of others.
Article 5 Immediately after the union the provinces and towns of Belgium shall be admitted to the commerce and navigation of the Colonies of Holland upon the same footing as the Dutch provinces and towns.
Article 6 The debts contracted on the one side by the Dutch, and on the other side by the Belgian provinces shall be charged to the public chest of the Netherlands.
Article 7 The expenses requisite for the building and maintenance of the frontier fortresses of the new State shall be borne by the public chest as concerning the security and independence of all the provinces of the whole nation.
Article 8 The cost of the making and upkeep of the dykes shall be at the charges of the districts more directly interested, except in the case of an extraordinary disaster.»
Articolo 2 Non saranno modificati gli articoli della Legge fondamentale che assicurano a tutti i culti religiosi uguale protezione e privilegi e garantiscono l'ammissibilità di tutti i cittadini, qualunque sia il loro credo religioso, alle cariche e alle dignità pubbliche.
Articolo 3 Le province belghe saranno opportunamente rappresentate negli Stati Generali, le cui sedute, in tempo di pace, si terranno a turno in una città olandese e in una belga.
Articolo 4 Tutti gli abitanti dei Paesi Bassi, avendo così uguali diritti costituzionali, avranno uguale diritto a tutti i diritti commerciali e di altro genere che le loro circostanze consentiranno, senza che ad alcuno sia imposto alcun ostacolo o impedimento a vantaggio di altri.
Articolo 5 Subito dopo l'unione, le province e le città del Belgio saranno ammesse al commercio e alla navigazione delle Colonie d'Olanda allo stesso titolo delle province e delle città olandesi.
Articolo 6 I debiti contratti da una parte dagli olandesi e dall'altra dalle province belghe saranno a carico della cassa pubblica dei Paesi Bassi.
Articolo 7 Le spese necessarie per la costruzione e la manutenzione delle fortezze di frontiera del nuovo Stato saranno a carico della cassa pubblica per quanto riguarda la sicurezza e l'indipendenza di tutte le province dell'intera nazione.
Articolo 8 Le spese per la costruzione e la manutenzione delle dighe saranno a carico dei distretti più direttamente interessati, salvo in caso di calamità straordinaria.»

## Conseguenze
Il 1º agosto 1814 il principe Guglielmo nominò un governatore generale delle province belghe e cercò di guadagnarsi il consenso dei rappresentanti del popolo belga. I belgi, tuttavia, guardavano con sospetto ai piani del principe, temendo che egli volesse ridurre il ruolo della Chiesa cattolica.
Mentre accadeva tutto questo, Napoleone fuggì dall'isola d'Elba e diede inizio ai cosiddetti Cento giorni. Il pericolo di una restaurazione napoleonica indusse Guglielmo a proclamarsi sovrano del Regno Unito dei Paesi Bassi.